# Selección de baloncesto de Escocia
La selección de baloncesto de Escocia es el equipo formado por jugadores de nacionalidad escocesa que representaba a Basketball Scotland en las competiciones internacionales organizadas por la Federación Internacional de Baloncesto (FIBA) o el Comité Olímpico Internacional (COI): los Juegos Olímpicos, la Copa Mundial de Baloncesto y el EuroBasket.
El equipo nacional de Escocia solía competir en la División C de la FIBA Europa. La afiliación directa de Escocia a la FIBA terminó el 30 de septiembre de 2016. Hasta la fecha, los principales logros de Escocia fueron dos clasificaciones para el EuroBasket, el principal evento de baloncesto de Europa. Además, el equipo ganó cinco medallas de bronce en el Campeonato Europeo para Países Pequeños.

## Historia

### EuroBasket 1951
La primera competición europea del equipo escocés fue en el EuroBasket de 1951 en París. Perdieron sus ocho partidos y terminaron en el puesto 16 de 18. Superaron en clasificación a Luxemburgo, que había tenido la desgracia de estar en un grupo preliminar de cinco equipos en lugar de uno de cuatro (y perder todos sus partidos), y Rumania, que se había retirado del torneo en el último momento.

### EuroBasket 1957
Seis años después, en el EuroBasket de 1957 en Sofía, Escocia compitió mucho mejor. Allí, el equipo ganó uno de sus tres partidos de la ronda preliminar para descender a la ronda de clasificación. El primer partido de esa ronda enfrentó a Escocia contra Albania, que tampoco había logrado aún una victoria en la competición EuroBasket. Los escoceses resultaron ser mejores, 69–56. Posteriormente, perdieron sus siguientes seis partidos, pero mostraron una mejora considerable con respecto al último torneo. Compitieron contra Austria y Alemania Occidental durante todo el partido hasta que finalmente cedieron por un punto y cinco puntos respectivamente para terminar la ronda de clasificación 1-6 en el puesto 15 de la general, por delante de Albania, a la que vencieron dos veces.

## Historial

### Copa Mundial
Resultado General: No ocupa puesto
| Copa Mundial de Baloncesto |
| --- |
| - 1950: No calificó - 1954: No calificó - 1959: No calificó - 1963: No calificó - 1967: No calificó - 1970: No calificó - 1974: No calificó - 1978: No calificó - 1982: No calificó - 1986: No calificó - 1990: No calificó - 1994: No calificó - 1998: No calificó - 2002: No calificó - 2006: No calificó - 2010: No calificó - 2014: No calificó - 2019: No calificó - 2023: No calificó - 2027: TBD |

### Juegos Olímpicos
| Baloncesto en los Juegos Olímpicos |
| --- |
| - Berlín 1936: No calificó - Londres 1948: No calificó - Helsinki 1952: No calificó - Melbourne 1956: No calificó - Roma 1960: No calificó - Tokio 1964: No calificó - México 1968: No calificó - Múnich 1972: No calificó - Montreal 1976: No calificó - Moscú 1980: No calificó - Los Ángeles 1984: No calificó - Seúl 1988: No calificó - Barcelona 1992: No calificó - Atlanta 1996: No calificó - Sídney 2000: No calificó - Atenas 2004: No calificó - Pekín 2008: No calificó - Londres 2012: No calificó - Río 2016: No calificó - Tokio 2020: No calificó - París 2024: No calificó |

### EuroBasket
| EuroBasket |
| --- |
| - 1935: No participó - 1937: No participó - 1939: No participó - 1946: No participó - 1947: No participó - 1949: No participó - 1951: 16° Lugar - 1953: No participó - 1955: No participó - 1957: 15° Lugar - 1959: No participó - 1961: No participó - 1963: No participó - 1965: No participó - 1967: No participó - 1969: No participó - 1971: No participó - 1973: No participó - 1975: No participó - 1977: No participó - 1979: No participó - 1981: No participó - 1983: No participó - 1985: No participó - 1987: No participó - 1989: No participó - 1991: No participó - 1993: No participó - 1995: No participó - 1997: No participó - 1999: No participó - 2001: No participó - 2003: No participó - 2005: No participó - 2007: No participó - 2009: No participó - 2011: No participó - 2013: No participó - 2015: No participó - 2017: No participó - 2022: No participó - 2025: TBD |

### Campeonato Europeo División C
| 1988: | No participó      | 1990: | No participó      | 1992: | No participó      |  |  |
| 1994: | No participó      | 1996: | 5° Lugar          | 1998: | No participó      |  |  |
| 2000: | Medalla de bronce | 2002: | Medalla de bronce | 2004: | Medalla de bronce |  |  |
| 2006: | No participó      | 2008: | Medalla de bronce | 2010: | 6° Lugar          |  |  |
| 2012: | 6° Lugar          | 2014: | Medalla de bronce | 2016: | No participó      |  |  |
| 2018: | No participó      | 2021: | No participó      |       |                   |  |  |

## Palmarés
- Campeonato Europeo de Baloncesto de los Países Pequeños:
  -  Tercer lugar (4): 2000, 2002, 2004, 2008